# Gospodarstvo Europske unije
Gospodarstvo Europske unije drugo je po veličini na svijetu (ako se tretira kao jedna zemlja) u nominalnom smislu i prema paritetu kupovne moći (PPP). Prema procjeni Međunarodnog monetarnog fonda, BDP Europske unije iznosio je 16,5 bilijuna USD (nominalno) u 2016. godini, što predstavlja 22,8 % nominalnog globalnog BDP-a.
Valuta Euro se rabi kod 19 od svojih 28 članova druga je najveća devizna rezerva i druga valuta koja se najviše trguje na svijetu nakon dolara Sjedinjenih Američkih Država. Euro je službeno ili de facto valuta u eurozoni i šest drugih europskih zemalja.
Gospodarstvo Europske unije (EU) sastoji se od unutarnjeg tržišta mješovitih gospodarstava temeljenih na slobodnom tržištu i naprednim društvenim modelima. BDP stanovniu (PPP) iznosio je 37 800 dolara u 2015. godini, u usporedbi s 57 084 dolara u Sjedinjenim Američkim Državama i 14 340 dolara u Kini. S niskim Ginijevim koeficijentom od 31, Europska unija ima egalitarnoiju raspodjelu dohotka od svjetskog prosjeka.
Euronext je glavna burza eurozone i 7. najveća svjetska tržišna kapitalizacija. Ulaganja u Europsku uniju u 2012. godini iznose 5,1 bilijuna dolara, a investicije E.U u inozemstvo iznose 9,1 bilijuna dolara, daleko najviših domaćih i stranih ulaganja u svijetu. 
S obzirom na početak krize javnog duga u 2009. godini, suprotne ekonomske situacije pojavile su se između Južne Europe s jedne strane i Srednje i Sjeverne Europe s druge strane: veća stopa nezaposlenosti i javni dug u zemljama Sredozemlja te niža stopa nezaposlenosti s većom stopom rasta BDP-a u istočnim i sjevernim zemljama članicama. U 2015. godini, javni dug u Europskoj uniji iznosio je 85 % BDP-a, s razlikama između najniže stope, Estonije s 9,7 %, a najviša, Grčka sa 176 %.
Sedam najvećih trgovinskih partnera Europske unije su Sjedinjene Države, Kina, Švicarska, Rusija, Japan, Turska i Norveška. EU je zastupljena kao jedinstveno tijelo u Svjetskoj trgovinskoj organizaciji (WTO), G-20 i G7, zajedno s državama članicama. 